# Franz von Liszt

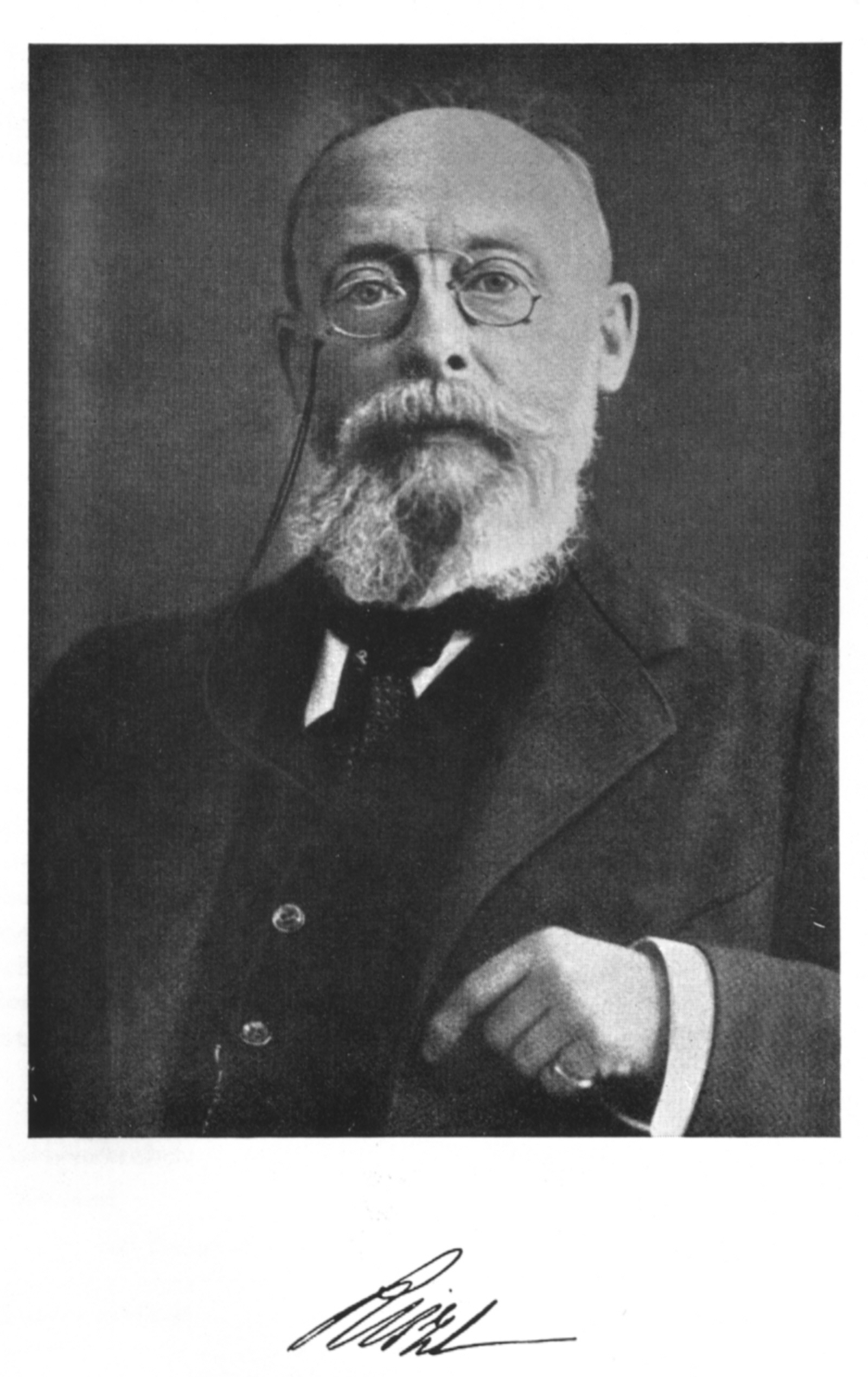
Franz von Liszt

Franz Ritter von Liszt (* 2. März 1851 in Wien, Kaisertum Österreich; † 21. Juni 1919 in Seeheim, Deutsches Reich) war ein deutscher Rechtswissenschaftler. Er war von 1898 bis 1917 Professor für Strafrecht und Völkerrecht an der Berliner Universität sowie Abgeordneter der Fortschrittlichen Volkspartei im Preußischen Abgeordnetenhaus und im Reichstag. Er war Mitbegründer der Internationalen Kriminalistischen Vereinigung sowie der gesamten Strafrechtswissenschaft (Zeitschrift für die gesamte Strafrechtswissenschaft).

## Herkunft
Von Liszt wurde am 2. März 1851 in Wien geboren. Sein Vater Eduard (seit 1867 Ritter von)  Liszt, der selbst Jurist war, hatte als Staatsbeamter eine glänzende Karriere bis an die Spitze der neugeschaffenen österreichischen Generalstaatsanwaltschaft zurückgelegt. Der berühmte Namensvetter Franz von Liszts, der Klaviervirtuose und Komponist Franz Liszt, war sein Cousin und fungierte auch als sein Taufpate. Da der Komponist bereits 1811 geboren wurde, gehörte dieser eher der Generation des Vaters, Eduard von Liszt, an.
Um die Herkunft der Familie Liszt ranken sich heroisierende Darstellungen legendärer Art. So wurden die Ahnen des Komponisten und Klaviervirtuosen, die auch die Ahnen des Juristen sind, im ungarischen Geschlecht des Reichsfreiherrn von Listy angesiedelt. Urkundlich nachgewiesen ist lediglich der Urgroßvater des Komponisten, Sebastian List, der Husarenoffizier war und aus Raijka in Westungarn stammte. Der österreichische erbliche Ritterstand wurde dem Komponisten Franz Liszt 1859, nachdem er zuvor von Kaiser Franz Joseph I. den Orden der Eisernen Krone III. Klasse erhalten hatte, auf eigenen Antrag entsprechend den Ordensstatuten verliehen. Als er die niederen Weihen der katholischen Kirche empfing, ersuchte er 1867 den Kaiser, den Titel auf Eduard Liszt, den Vater des Juristen, zu übertragen. Obwohl seine eigenen Rechte an dem Adelstitel dadurch nicht berührt wurden, verzichtete der Komponist später als Geistlicher in der Regel darauf, ihn zu verwenden.

## Karriere
Von Liszt studierte ab 1869 an der Universität Wien, unter anderem bei Rudolf von Jhering, der ihn nachhaltig beeinflusste; später sollte er dessen Gedanken vom „Zweck im Recht“ auf das Strafrecht übertragen. 1874 zum Dr. jur. promoviert, strebte Liszt die wissenschaftliche Laufbahn an, die ihn nach seiner Habilitation 1876 in Graz an Lehrstühle nach Gießen (ab 1879), Marburg (ab 1882), Halle (ab 1889) und schließlich 1898 am Zenit an die größte Juristenfakultät des Reiches nach Berlin brachte. In den ersten zwanzig Jahren widmete er sich nahezu ausschließlich dem Strafrecht. So gründete er ab 1882 in Marburg das erste kriminalistische Seminar und arbeitete weiter am Aufbau der Zeitschrift für die gesamte Strafrechtswissenschaft; er formte mithin seine sogenannte Marburger Schule. 1889 war er Mitbegründer der Internationalen Kriminalistischen Vereinigung.
Neben der Wissenschaft reizte ihn aber auch die praktische Politik. So engagierte er sich in Berlin seit etwa 1900 bei der Freisinnigen Volkspartei und wurde Mitglied der Stadtverordnetenversammlung von Charlottenburg, bis er 1908 in das Preußische Abgeordnetenhaus und 1912 für die Fortschrittliche Volkspartei in den Deutschen Reichstag gewählt wurde. Dabei blieb er allerdings politisch eher ein Hinterbänkler und war stets ein Dorn im Auge der Ministerialbürokratie. Als liberaler Außenseiter mit Zivilcourage saß er zu sehr zwischen den Stühlen, so dass er in der etablierten Gesellschaft Preußens und des Reiches wenig Zustimmung fand. Er war somit sicher kein gewöhnlicher Professor seiner Zeit, gleichwohl ein arrivierter Großordinarius, ein „German Mandarin“ (Fritz K. Ringer), ausgestattet mit den Insignien seiner Zunft, Orden und Geheimratstitel, und einer der letzten Vertreter des Typus des „politischen Professors“. Sowohl an der Universität Marburg (1886/87) als auch an der Universität Halle (1894/95) amtierte er als Rektor.
1917 etablierte von Liszt den Deutschen Jugendgerichtstag als eine alle drei Jahre wiederkehrende Veranstaltung.

## Tod und Nachlass
Liszt starb am 21. Juni 1919 nach längerer Krankheit und hinterließ seine Frau Rudolfine und zwei Töchter, die beide unverheiratet blieben. Dieser Zweig der Familie Liszts ist seither ausgestorben. Ein Nachlass ist nicht mehr vorhanden; immerhin aber befinden sich Teile seiner umfangreichen Institutsbibliothek in der Liszt-Bibliothek der Humboldt-Universität zu Berlin.
Franz von Liszt wurde, nachdem er in Seeheim verstorben war, nach Heidelberg überführt und ruht dort auf dem Bergfriedhof (Heidelberg). Seine Grabstätte liegt in der so genannten Professorenreihe der (Abt. D). Das Grabmal ist ein Granit-Findling. Es trägt die Inschriften von Franz von Liszt und seiner 1927 verstorbenen Ehefrau Rudolfine von Liszt, geb. Drottleff von Friedenfels.

## Werk

### Strafrechtliches Werk

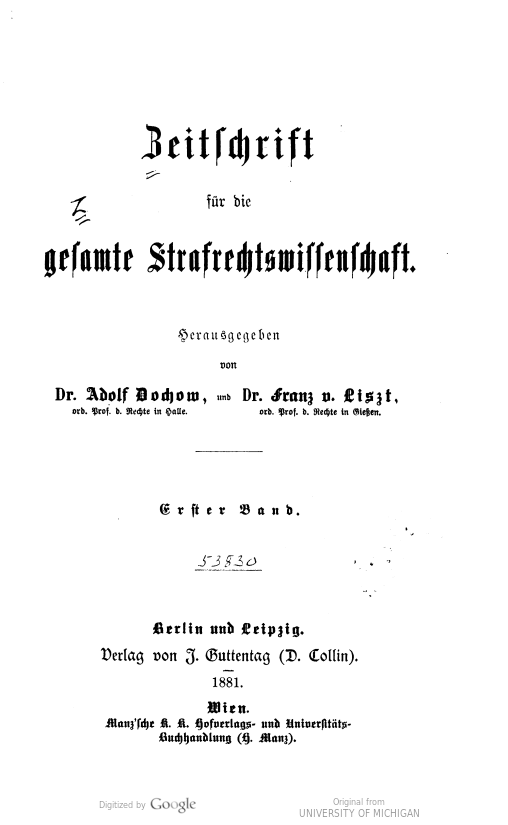
Mitherausgeber der Zeitschrift für die gesamte Strafrechtswissenschaft (1881)

Sein zuerst 1881 unter dem Titel „das deutsche Reichsstrafrecht“ erschienenes Lehrbuch, ab der 2. Auflage (1884) in Lehrbuch des deutschen Strafrechts umbenannt, erreichte bis 1932 insgesamt 26 Auflagen. Es stellte vom liberal-rechtsstaatlichen Modell ausgehend eine systematische Strafrechtsdogmatik dar. Ausgangspunkt der kriminalpolitischen Wirkungsgeschichte war das nach seiner Antrittsrede 1882 benannte „Marburger Programm“, seine nicht auf Vergeltung gestützte Strafrechtstheorie, die neue kriminalpolitische, insbesondere präventive Ziele eröffnete (Der Zweckgedanke im Strafrecht, 1882). Strafe und Strafrecht richteten sich gegen metaphysische Begründungen der Vergeltungsstrafe. Liszt wollte die bis dahin herrschenden Straftheorien Immanuel Kants und Georg Wilhelm Friedrich Hegels überwinden. Er versuchte, die Straftat durch Erforschung der Ursachen des Verhaltens des Straftäters zu erklären, und integrierte auf diese Weise gleichberechtigt mit der Strafrechtsdogmatik, der Pönologie und der Kriminalpolitik auch die Kriminologie in seine gesamte Strafrechtswissenschaft. Seine Straftheorie war ausschließlich vom Zweckdenken beherrscht, d. h., der Strafvollzug diente nicht der Vergeltung (wie beispielsweise bei Karl Binding), sondern der zweckgerichteten Spezialprävention, weshalb Liszt als Vater der spezialpräventiven Straftheorie mit ihren Strafzwecken Sicherung, Besserung und Abschreckung gilt. Was die kriminologische Erforschung der Ursachen des Verbrechens anbelangt, war von Liszt weniger als selbständiger „forschender Kriminologe“ als vielmehr als jemand bedeutend, der die Notwendigkeit solcher Forschungen anmahnte. Berühmt wurde Franz von Liszts Kompromissformel im damaligen Anlage-Umwelt-Streit zwischen der Milieutheorie und der positiven Schule der Kriminologie. Mit dieser beschrieb von Liszt das Verbrechen als Resultat der Eigenart des Täters und den diesen zur Tatzeit umgebenden äußeren Einflüsse.
Seine kriminalpolitischen Forderungen lauteten: Verbesserung der bestehenden gesellschaftlichen Verhältnisse und ein auf konkrete Resozialisierung ausgestalteter Strafvollzug. In diesem Sinne propagierte er eine Differenzierung der Spezialprävention nach Tätertypen:
- Gelegenheitstäter sollten eine Bewährungsstrafe als Denkzettel erhalten,
- verbesserliche Hangtäter eine (längere) Freiheitsstrafe, die von Maßnahmen der Resozialisierung begleitet sein sollte,
- unverbesserliche Hangtäter sollten dauerhaft verwahrt werden.[7]

Von Liszts kriminalpolitische Gedanken fanden in den Strafrechtsreformen des 20. Jahrhunderts Berücksichtigung, Einschränkung kurzer Freiheitsstrafe, Strafaussetzung zur Bewährung, Maßregeln der Besserung und Sicherung, resozialisierender Strafvollzug, besondere Maßnahmen gegenüber dem jugendlichen Täter. Allerdings dauerte es bis tief in die 1960er Jahre, dass sie sich gegen den althergekommenen vergeltungstheoretischen Ansatz der klassischen Schule Bindings durchsetzen konnte. Das galt sowohl für die Rechtsprechung als auch die herrschende Lehre des Schrifttums:
Bekannt wurde diese neue – als sehr menschlich wahrgenommene – Ausrichtung des Strafrechts auch als Soziologische Schule. Dabei durchbrach von Liszt das aufgestellte Resozialisierungssprinzip durchaus an mancher Stelle, nämlich vor allem für aus seiner Sicht „unverbesserliche Gewohnheitsverbrecher“. So brandmarkte er Mehrfachtäter als „Gesindel“ oder „Kerle“, deren „Unschädlichmachung“ er forderte. Diesen „Unverbesserlichen“ gebühre Strafknechtschaft mit Prügelstrafe und „unbedingt entehrendem Charakter“. Wolfgang Naucke machte 1982 – aus Anlass des hundertsten Geburtstags von Liszts Marburger Programm – mahnend geltend, dieses könne vor allem in ruhigeren Zeiten für liberale und soziale Entwicklungen im Strafrecht herhalten. In politisch unruhigen Zeiten jedoch sei jeder Abweichende ein potentieller unverbesserlicher Täter. Monika Frommel kritisierte an der Bezeichnung der Listzschen Strafrechtsschule als soziologische Schule, dass dieser zwar an den Erfahrungswissenschaften interessiert gewesen sei, diese jedoch primär als Argumentationshilfe für kriminalpolitische Ziele, nicht jedoch um ihrer selbst willen benutzt habe. An seiner Tätertypologie (Gewohnheitstäter vs. Gelegenheitstäter) habe von Liszt auch dann noch festgehalten, als die dieser Unterscheidung zugrundeliegende sozialpsychologische Unterscheidung wissenschaftlich bereits widerlegt gewesen sei.

### Völkerrechtliches Werk
Darüber hinaus betätigte Franz von Liszt sich auch als Völkerrechtler. So war er Verfasser eines zwischen 1898 und 1919 in elf Auflagen erschienenen Lehrbuchs des Völkerrechts. Er fasste darin das Völkerrecht seiner Zeit zusammen und leistete Anregungen zur Staatengemeinschaft, zum Seekriegsrecht, zum Prisenrecht, zu den völkerrechtlichen Grundrechten sowie zum Auslieferungsrecht. Es gelang ihm darin, eine klassische, vom Souveränitätsdenken des 19. Jahrhunderts ausgehende Idee von der Staatenwelt zu artikulieren und ihr dennoch nicht verhaftet zu bleiben. Er befürwortete die Schaffung eines obligatorischen Schiedsgerichtshofes, da er darin den ersten Schritt zu einer effektiven Integration der Staaten zu einem herrschaftlich organisierten Staatenverband sah. Zur nachhaltigen Sicherung des Friedens forderte Liszt eine intensivere Integration der Staatenwelt. Ausgehend von der Zusammenarbeit wirtschaftlich, kulturell und geografisch eng verbundener Staaten sah er ein „Völkerrecht der Staatengruppen“ entstehen. Bereits seit 1914 äußerte er sich zu den Fragen um die Gestaltung eines künftigen Völkerbundes (Liszt: „Völkerareopag“). Er forderte einen mitteleuropäischen Staatenverband als nächstes Ziel der deutschen auswärtigen Politik zum Schutz gegen Russland und England sowie einen mit Gerichts- und Zwangsmacht ausgestatteten Völkerbund. Florian Herrmann zufolge, der sich in seiner Dissertation mit von Liszt als Völkerrechtler beschäftigt, dokumentierte Liszt mit seinem völkerrechtlichen Werk die Spannung zwischen klassischem und modernem Völkerrecht wie „kaum ein anderer vor ihm“.

## Veröffentlichungen (Auswahl)
- Der Zweckgedanke im Strafrecht;
  - Der Zweckgedanke im Strafrecht. In: Einladung zur Einführung des neuen Rektors der Universität Marburg am 15. Oktober 1882. C. L. Pfeil, Marburg 1882 (Digitalisat Universitätsbibliothek Regensburg).
  - Der Zweckgedanke im Strafrecht. In: Zeitschrift für die gesamte Strafrechtswissenschaft (ZStW), Band 3 (1883), S. 1–47 (Digitalisat via Google Books).
  - Der Zweckgedanke im Strafrecht. In: Strafrechtliche Aufsätze und Vorträge. Band 1 […]. J. Guttentag, Berlin 1905, S. 126–179 (Abschrift im Projekt text-o-res, Digitalisat via Google Books[13]).
  - Der Zweckgedanke im Strafrecht. Mit einer Einführung von Michael Köhler, Nomos, Baden-Baden 2002 (= Juristische Zeitgeschichte. Kleine Reihe, Band 6).
- Das deutsche Reichsstrafrecht. Berlin 1881 (Digitalisat und Volltext im Deutschen Textarchiv).
- Das Strafrecht der Staaten Europas. Berlin 1884.
- Das Völkerrecht. Systematisch dargestellt. Berlin 1898 (Digitalisat und Volltext im Deutschen Textarchiv); 3. Auflage, Berlin 1904; 11., umgearbeitete Auflage 1918.
- Die Deliktsobligationen im System des Bürgerlichen Gesetzbuchs. Kritische und dogmatische Randbemerkungen, Guttentag, Berlin 1896 (= Das Recht des Bürgerlichen Gesetzbuches in Einzeldarstellungen, Band 8) – Digitalisat via Google Books.[13]
- Lehrbuch des deutschen Strafrechts;
  - Das Deutsche Reichsstrafrecht auf Grund des Reichsstrafgesetzbuches und der übrigen strafrechtlichen Reichsgesetze unter Berücksichtigung der Rechtsprechung des Reichsgerichts systematisch dargestellt von Dr. Franz Eduard von Liszt, o. ö. Professor der Rechte in Gießen, J. Guttentag, Berlin und Leipzig 1881 (= Lehrbücher des deutschen Reichsrechts, Band 7) (Digitalisat und Volltext im Deutschen Textarchiv, Digitalisat via Staatsbibliothek Berlin).
  - Lehrbuch des Deutschen Strafrechts. 11. unveränderte Auflage, J. Guttentag, Berlin 1902 – Digitalisat via Google Books.[13]
  - 14. und 15., völlig durchgesehene Auflage, J. Guttentag Verlagsbuchhandlung, Berlin 1905 – Digitalisat via Google Books[13]
- (Hrsg.) Strafrechtsfälle zum akademischen Gebrauch. 5., völlig umgearbeitete und vermehrte Auflage, Verlag von Gustav Fischer, Jena 1895 – Digitalisat via Google Books.[13]
- Das Problem der Kriminalität der Juden. In: Reinhard Frank (Hrsg.): Festschrift für die Juristische Fakultät in Gießen zum Universitäts-Jubiläum. Überreicht von ihren früheren Dozenten, Alfred Töpelmann, Gießen 1907, S. 369–379.
- Das Wesen des völkerrechtlichen Staatenverbandes und der Internationale Prisenhof. In: Festgabe der Berliner juristischen Fakultät für Otto von Gierke zum Doktorjubiläum 21. August 1910. Band 3, Breslau 1910 (Nachdruck: Frankfurt am Main 1969), S. 21 ff.
- Ein mitteleuropäischer Staatenverband als nächstes Ziel der deutschen auswärtigen Politik. Leipzig 1914.
- Strafrechtsreform. In: Handbuch der Politik, Berlin und Leipzig 1914.
- Nibelungentreue. In: Österreichische Rundschau. Band 42, 1915, S. 87 ff.
- The Reconstruction of International Law. In: Pennsylvania Law Review. Band 64, 1916, S. 765 ff.
- Vom Staatenverband zur Völkergemeinschaft. Ein Beitrag zur Neuorientierung der Staatenpolitik und des Völkerrechts. München und Berlin 1917.
- Gewaltfrieden oder Völkerbund. Ein Mahnwort in letzter Stunde. In: NZZ. Nr. 1428 vom 27. Oktober 1918, S. 1.